# Квинси (Флорида)
Квинси (енгл. Quincy) град је у америчкој савезној држави Флорида. По попису становништва из 2010. у њему је живело 7.972 становника.

## Демографија
Према попису становништва из 2010. у граду је живело 7.972 становника, што је 990 (14,2%) становника више него 2000. године.
| Група             | 2000.         | 2010.         |
| Белци             | 1.979 (28,3%) | 1.594 (20,0%) |
| Афроамериканци    | 4.479 (64,2%) | 5.134 (64,4%) |
| Азијати           | 16 (0,2%)     | 56 (0,7%)     |
| Хиспаноамериканци | 481 (6,9%)    | 1.108 (13,9%) |
| Укупно            | 6.982         | 7.972         |